# Daniel Monardes
Daniel Alejandro Monardes Zelada (Arica, Chile, 11 de marzo de 2000) es un futbolista profesional chileno que se desempeña como centrocampista y actualmente milita en Provincial Ovalle de la Segunda División Profesional de Chile.

## Trayectoria

### Deportes La Serena
Monardes dio sus primeros pasos futbolístico en las inferiores de Deportes La Serena. Debutó el 2 de junio de 2019, cuando entre como titular en el empate 1 a 1 de La serena frente a Unión San Felipe por la Primera B de Chile 2019. Ese mismo año, su club quedó subcampeón de la fase regular del torneo y ganó la fase final de la promoción ascendiendo a la Primera División. Marcó su primer gol el 14 de octubre de 2020 en el triunfo de su club por 4 a 2 frente a Palestino por la fecha 15 del torneo nacional.

## Estadísticas

### Clubes
| Club                                                                         |               | Temporada     | Liga  | Liga  | Copas nacionales(1) | Copas nacionales(1) | Torneos internacionales(2) | Torneos internacionales(2) | Total | Total |
| Club                                                                         | Part.         | Temporada     | Goles | Part. | Goles               | Part.               | Goles                      | Part.                      | Goles |       |
| ---------------------------------------------------------------------------- | ------------- | ------------- | ----- | ----- | ------------------- | ------------------- | -------------------------- | -------------------------- | ----- | ----- |
| Deportes La Serena · Chile                                                   | 2.ª           | 2019          | 1     | 0     | —                   | —                   | —                          | —                          | 1     | 0     |
| Deportes La Serena · Chile                                                   | 1.ª           | 2020          | 16    | 1     | —                   | —                   | —                          | —                          | 16    | 1     |
| Deportes La Serena · Chile                                                   | 1.ª           | 2021          | 16    | 0     | 4                   | 1                   | —                          | —                          | 20    | 0     |
| Deportes La Serena · Chile                                                   | 1.ª           | 2022          | 0     | 0     | 0                   | 0                   | —                          | —                          | 0     | 0     |
| San Marcos de Arica · Chile                                                  | 3.ª           | 2022          | 22    | 0     | —                   | —                   | —                          | —                          | 22    | 0     |
| San Marcos de Arica · Chile                                                  | 2.ª           | 2023          | 6     | 0     | —                   | —                   | —                          | —                          | 6     | 0     |
| San Marcos de Arica · Chile                                                  | Total club    | Total club    | 28    | 0     | 0                   | 0                   | 0                          | 0                          | 28    | 0     |
| La Serena · Chile                                                            | 2.ª           | 2024          | 0     | 0     | —                   | —                   | —                          | —                          | 0     | 0     |
| La Serena · Chile                                                            | Total club    | Total club    | 33    | 1     | 4                   | 1                   | 0                          | 0                          | 37    | 2     |
| Total carrera                                                                | Total carrera | Total carrera | 61    | 1     | 4                   | 1                   | 0                          | 0                          | 61    | 2     |
| (1) Incluye datos de Copa Chile. (3) No incluye goles en partidos amistosos. |               |               |       |       |                     |                     |                            |                            |       |       |

## Palmarés

### Campeonatos nacionales
| Título           | Club                | País  | Año  |
| ---------------- | ------------------- | ----- | ---- |
| Segunda División | San Marcos de Arica | Chile | 2022 |
| Primera B        | Deportes La Serena  | Chile | 2024 |